# 水谷俊亮
水谷 俊亮（みずたに しゅんすけ、1985年4月7日 - ）は、奈良県香芝市出身のアニメ監督、漫画家、経営者、音楽家。バングラデシュのアニメーション製作会社スタジオパドマ代表取締役。

## 人物
1985年、奈良県生まれ。幼少期よりピアノを始め、奈良県立橿原高等学校在学中に作曲活動を始める。関西大学総合情報学部入学後に映像製作を始める。関西大学大学院 修士課程修了。
2007年8月にバングラデシュを訪れ魅了され、2009年8月から2010年9月まで、バングラデシュでストリートチルドレンの支援活動を行うエクマットラで人道支援家渡辺大樹に師事。インターン中には、映画『アリ地獄のような街』の編集やシェルターホームで美術の授業を行い、生徒をストリートチルドレン芸術祭最優秀賞に導くなど尽力する。関西大学大学院では教育工学と文化媒介力の研究を行う。
大学院修了後にフリーランスのクリエイターとして活動しながら2014年5月ダッカでアニメーション製作会社スタジオパドマを起業し、現地のアニメーター育成とアニメーション製作を行う。
2016年11月より、女優の渡辺麻恵（旧名：大塚まえ）とBAJNA BEATを結成し、ピアニスト、ボーカル、作曲家として音楽活動を行う。2021年9月18日に1stアルバム『LIFE』をT's MUSICからリリース。

## 主な作品

### アルバム
| #   | 発売日         | タイトル | 形態     | 規格品番 |
| --- | -------------- | -------- | -------- | -------- |
| 1st | 2021年9月18日  | LIFE     | CD       | TSM-006  |
| 1st | 2021年10月13日 | LIFE     | 音楽配信 | ー       |

### 楽曲
- Prologue  -Mohomoy Ei Khon-
- AKASHEY
- Present
- Sonaly
- LIFE  -To yourself in 100 years-

### アニメーション
- Taste of Life（監督・脚本・原作・企画・アニメ製作、2016年）
- バイト先は「悪の組織」!?（原画・動画・編集、2018年）
- Titu in the Magic Land（歌・原画、2020年）

### CM
- SONY TV Side View（監督・編集・作曲、2014年）

### 著作
- NGOの連携活動における媒介者の働き: バングラデシュ文化における事例から（多文化関係学 第10号、多文化関係学会、2013年）[14]

### 漫画
- Jadhu Nogorer Titu（原作、2020年-）

## 出演

### テレビ
- Grameenphone TVCM
- Robindro sorobor ATN BANGLA（2017年4月）
- Ekattor TV特集ニュース（2017年4月）
- Music Buzz Ekattor TV（2017年8月）
- Daily Star Star Live（2017年11月）
- Amar BasaATN BANGLA（2018年2月）
- Eid Special Program Eider Bazna Bajere ATN BANGLA（2018年6月）
- DBC NEWS特集ニュース（2018年9月）
- Channel 24特集ニュース（2018年10月）
- Bangladhol Studio Live（2018年11月）
- Chopstick TVCM（2018年11月）
- BANGLA VISION Live Interview（2019年6月）
- DBC NEWS（2019年6月）
- Channel 24 Interview The Young Fellow（2020年2月）
- NEWS HUNT （2021年8月1日）
- Khelajog  Ekattor TV（2021年8月6日）
- DBC NEWS（2021年10月5日）

### ラジオ
- ウォーターリングス（FM橋本）
- Radio Foorti Music Live（2017年12月）
- NHK WORLD JAPAN Bengali Amar Dekha Bangla（2021年7月3日・10日・17日・24日）

## 新聞
1. 毎日新聞奈良版2014年3月4日に掲載
2. Prothom Alo Bangladesh 2016年12月4日に掲載
3. 琉球新報2017年6月26日に掲載
4. 毎日新聞デジタル版2017年6月26日に掲載
5. 毎日新聞デジタル版2019年1月2日に掲載